# Rhytiphora polymita
Rhytiphora polymita är en skalbaggsart som beskrevs av Francis Polkinghorne Pascoe 1859. Rhytiphora polymita ingår i släktet Rhytiphora och familjen långhorningar. Inga underarter finns listade i Catalogue of Life.